# Великий Устюг (малый ракетный корабль)
«Великий Устюг» — малый ракетный корабль проекта 21631 «Буян-М». Второй серийный корабль проекта.

## Строительство и испытания
В тендере на строительство кораблей проекта 21631 участвовало девять судостроительных предприятий. Тендер был выигран Зеленодольским ССЗ 17 мая 2010 года, а уже 28 мая был подписан контракт на строительство кораблей данной серии.
Корабль «Великий Устюг» был заложен 27 августа 2011 года и стал вторым серийным и третьим кораблём этого проекта.
Корабль именован в честь Великого Устюга — города в России, административного центра Великоустюгского района Вологодской области.
Корабль был спущен на воду 21 мая 2014 года.
Заводские ходовые испытания начались на Каспийской флотилии 31 июля 2014 года.
Поднятие флага и принятие корабля в состав Каспийской флотилии осуществлено 19 декабря 2014 года.

## Служба
10 сентября 2015 года главным артиллерийским калибром провёл бой с условным противником и выполнил боевую задачу в рамках проверки боевой готовности, в которой Каспийская флотилия принимала участие совместно с войсками ЦВО.
7 октября и 20 ноября 2015 года во время военной операции России в Сирии МРК «Великий Устюг» в составе группы из четырёх кораблей Каспийской флотилии нанёс удары крылатыми ракетами «Калибр» из назначенного района акватории Каспийского моря по объектам инфраструктуры Исламского государства.
30 октября 2015 года выполнил пуск по заданной цели крылатой ракеты «Калибр» в рамках плановой тренировки по проверке системы управления в Вооружённых силах РФ.
В конце апреля 2016 года, находясь в составе 28 боевых кораблей, катеров и судов обеспечения Каспийской флотилии, таких как ракетный корабль «Дагестан», малые ракетные корабли «Град Свияжск», «Углич», малые артиллерийские корабли «Волгодонск» и «Махачкала» выполнял учебно-боевые задачи. В рамках учений был задействован комплекс ракетных и артиллерийских стрельб по морским, береговым и воздушным целям. Также был применён ракетный комплекс «Калибр-НК» и артиллерийские установки А-190 и «Дуэт».
С 4 по 8 июля 2016 года в составе более 20 кораблей и судов обеспечения Каспийской флотилии принял участие в учениях, в ходе которых выполнил электронные ракетные пуски (без фактических стартов ракет) из комплекса «Калибр-НК».
С 15 по 22 августа 2016 года, находясь в составе более 20 боевых кораблей, катеров и судов обеспечения Каспийской флотилии, принимал участие в двусторонних тактических учениях, в ходе которых были выполнены артиллерийские стрельбы и электронные ракетные пуски по морским, воздушным и береговым целям.
В начале сентября 2016 года, находясь в составе разнородной корабельной группировки Каспийской флотилии, принимал участие в выполнении задач стратегических командно-штабных учений (СКШУ) «Кавказ-2016».
15 сентября 2016 года, находясь в составе около 20 боевых кораблей, катеров и судов обеспечения Каспийской флотилии, принимал участие в совместных учениях по противовоздушной обороне с отражением ударов условного противника во взаимодействии с центрами управления корабельных соединений и корабельными расчётами.
16 декабря 2016 года в составе группы Каспийской флотилии провёл совместные учения по обнаружению надводных и воздушных целей, в которых была задействована загоризонтная радиолокационная станция «Подсолнух» с получением целеуказания на применение ракетного и артиллерийского вооружения.
9 марта 2017 года, действуя в составе группы однотипных МРК «Град Свияжск» и «Углич», обеспечил встречу отряда боевых кораблей ВМС Исламской Республики Иран (эсминец «Дамаванд» и ракетный катер «Дерафш») прибывших в Махачкалу с неофициальным визитом.
25 апреля 2017 года в составе группы кораблей Каспийской флотилии вышел в море в рамках внезапной проверки боевой готовности.
13 июля 2017 года, действуя в составе группы однотипных МРК «Град Свияжск» и «Углич», провёл учебные ракетные и артиллерийские стрельбы по морским, береговым и воздушным целям, а также электронные пуски из ракетного комплекса «Калибр-НК».
16 августа 2017 года корабль принимал участие в учениях ПВО Каспийской флотилии.
1 сентября 2017 года корабль, возглавив отряд приданных ему судов обеспечения, отправился в сбор-поход плановой продолжительностью 25 суток, в ходе которого запланированы заходы в порты Казахстана и Азербайджана.
9 октября 2017 года в составе группы кораблей принимал участие в плановых учениях с комплексом ракетных и артиллерийских стрельб по морским, береговым и воздушным целям, завершающих боевую подготовку корабельных соединений Каспийской флотилии в летнем периоде обучения 2017 года.
В июне 2018 года завершил межбазовый переход с однотипным кораблем МРК «Град Свияжск» на Чёрное море, где корабли пополнили состав Черноморского флота ВМФ России. Сразу после этого корабли отправились из Севастополя в Средиземное море, где пополнили состав сил постоянного соединения Военно-морского флота в дальней морской зоне и приступили к выполнению поставленных задач.
В марте 2022 года в ходе вторжения России на Украину, МРК «Великий Устюг» обстреливал объекты ВСУ ракетами «Калибр». 7 марта 2022 года был подбит артиллерией либо пострадал в результате удара дрона. 17 июня повреждённое судно было замечено в ходе буксировки по Волге.
В июле 2022 года принимал участие в Главном военно-морском параде в Санкт-Петербурге.

## Командиры
- капитан 3-го ранга Курочкин Роман Александрович[28] (с 19 декабря 2014 года по 19 января 2017 года)